# Балиан I Гранье
Балиан Гранье (Гренье) (Balian Granier, Grenier) (1195—1240) — сеньор Сидона.
Сын Рено Гранье (Гренье) и Эльвизы д’Ибелин. Получил имя в честь Балиана д’Ибелина — своего деда по материнской линии.
После смерти отца находился под опекой матери и её второго мужа Ги де Монфора, сеньора де Кастр, который в 1205—1210 был регентом Сидона.
С 1210 года Балиан Гранье правил самостоятельно. С 1227 года он поддерживал императора Фридриха II Штауфена во время Шестого крестового похода и участвовал в его короновании короной Иерусалимского королевства (1229). За это император отдал ему в управление город Тир, а в 1231 г. назначил сорегентом Иерусалима (вместе с Гарнье Германцем).
В 1239 году Балиан Гранье участвовал в крестовом походе, которым предводительствовал Тибо IV Шампанский. В том же или в следующем году он умер.
Балиан Гранье с 1228 года был женат на Иде де Рейнель (ум. 5 июня 1254), дочери Арну де Рейнеля. Вильгельм Тирский называет её племянницей Жана де Бриенна. Ида — двоюродная сестра Иоланды, жены Фридриха II Штауфена. Предполагается, что император соблазнил её на своей свадьбе 9 ноября 1225 года.
Дети:
- Жиль, умер в детстве
- Жюлиан Гранье, с 1239/1240 г. сеньор Сидона
- Филипп де Бофор
- Изабелла, умерла в молодом возрасте
- Агнесса, жена Гильома де Бутрона, коннетабля Иерусалимского королевства в 1262 году.